# 小野寺秀道
小野寺 秀道（おのでら ひでみち）は、平安時代後期から鎌倉時代の武将。下野小野寺氏3代目。兄である道綱が男子に恵まれなかったため、養子に入り家督を相続した。左衛門尉・修明院判官と名乗る。鎌倉幕府の御家人。
鎌倉幕府三代将軍源実朝暗殺の際、参列していた秀道はこの世の無常を感じ、貞応年間、実朝の霊供養のため現在の栃木県佐野市の徳応寺を建立した。